# Panorama (programa de televisión de Alemania)
Panorama es un programa de televisión alemán que es el programa de actualidad alemán más antiguo, y se emitió por primera vez el 4 de junio de 1961. Está producida por Norddeutscher Rundfunk (NDR) y se emite cada tercera semana los jueves a las 21:45, alternando con Monitor y Kontraste de Das Erste. Anja Reschke ha sido moderadora desde 2001. Se hizo popular, con temas a menudo controvertidos que llevaron a debates más amplios y consecuencias legales.

## Historia
Panorama fue iniciado en 1961 por Rüdiger Proske, entonces director del departamento de actualidad (Hauptabteilungsleiter Zeitgeschehen) de Norddeutscher Rundfunk (NDR). Fue diseñado siguiendo el modelo del exitoso programa británico Panorama que la BBC había emitido desde 1953. Fue la primera revista de televisión política en Alemania, transmitida por ARD.
En 2008, comenzó un nuevo formato, Panorama – Die Reporter. Sus informes, incluso sobre la empresa textil KiK y la cumbre del G-20 de Hamburgo de 2017, recibieron varios premios. En 2012, NDR inició un programa semanal, Panorama 3, transmitido regionalmente en NDR Fernsehen; Panorama 3 fue moderado por Susanne Stichler hasta 2021, y luego por Aimen Abdulaziz-Said y Lea Struckmeier alternando.

## Controversias
Los informes críticos a menudo causaron enjuiciamientos legales. En 1962, la policía arrestó a un equipo de Panorama en Geldern por filmar un reportaje sobre un maestro que había sido guardia de las SS durante el régimen nazi. En otoño del mismo año, miembros del gobierno federal criticaron a Panorama por «torpedear» sus medidas («Maßnahmen der Bundesregierung zu torpedieren»).

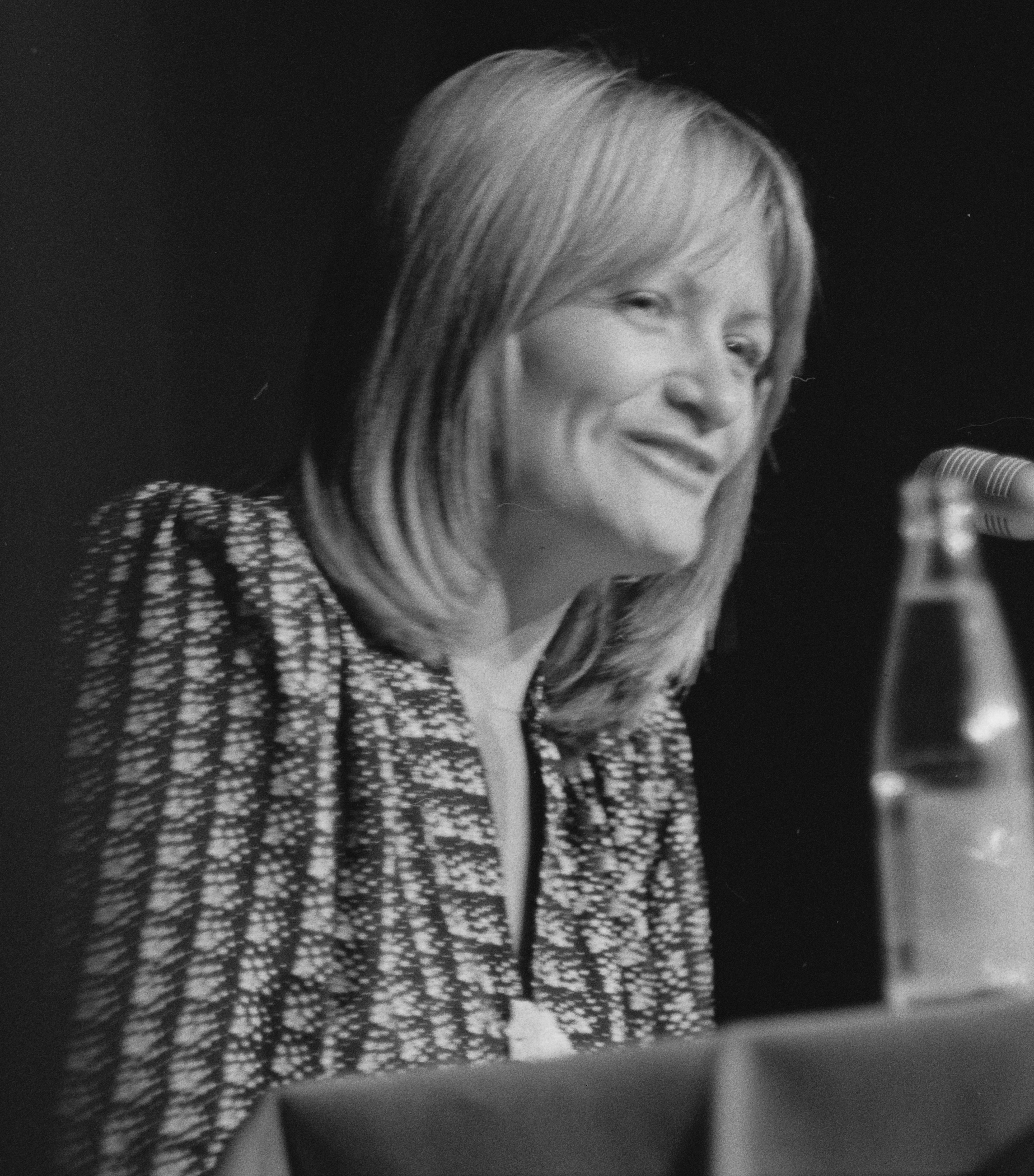
Alice Schwarzer c. 1977.

En 1974, cuando Peter Merseburger dirigía el programa, las autoridades cancelaron en el último minuto un informe de Alice Schwarzer sobre un aborto, en ese momento un acto criminal. Merseburger no moderó la transmisión en protesta y un orador leyó sus textos.
Después de una serie de informes en 1978 sobre la planta de energía nuclear de Brokdorf, el contrato estatal (Staatsvertrag) de NDR se rescindió. En 1988, un abogado de Oskar Lafontaine impidió un reportaje crítico minutos antes de que comenzara la transmisión.
En 1999, el entonces canciller de Alemania Helmut Kohl evadió una pregunta de un reportero de Panorama, diciendo «Ich habe überhaupt nicht die Absicht mit Ihnen 'n Interview zu machen […] Sie sind doch von „Panorama“ […] Wissen's doch, fue das heißt. Sie haben doch mit Journalismus nix zu tun». («No tengo absolutamente ninguna intención de hacer una entrevista contigo [...] eres de 'Panorama' [...] sabes lo que eso significa. No tienes nada que ver con el periodismo».).

## Premios
En 2018, los autores de Panorama recibieron el Premio Grimme por periodismo excepcional en la categoría «Información y cultura» por un informe de la cumbre del G-20 de Hamburgo de 2017. En marzo de 2020, los autores de Panorama Nadia Kailouli y Jonas Schreijäg recibieron el Premio Grimme por su documental SeaWatch3.

## Literatura
- Reschke, Anja (2011). Die Unbequemen. Wie Panorama die Republik verändert hat. [El incómodo. Cómo Panorama cambió la República.]. Múnich: Redline-Verlag. ISBN 978-3-86881-306-7. OCLC 847629666.

## Lectura adicional
- Broder, Henryk M. (16 de octubre de 2015). «"Panorama": Knallharte Recherche sieht anders aus» ["Panorama": la investigación dura se ve diferente]. Die Welt (en alemán). Consultado el 20 de febrero de 2022.